# Stanisław Ziemak

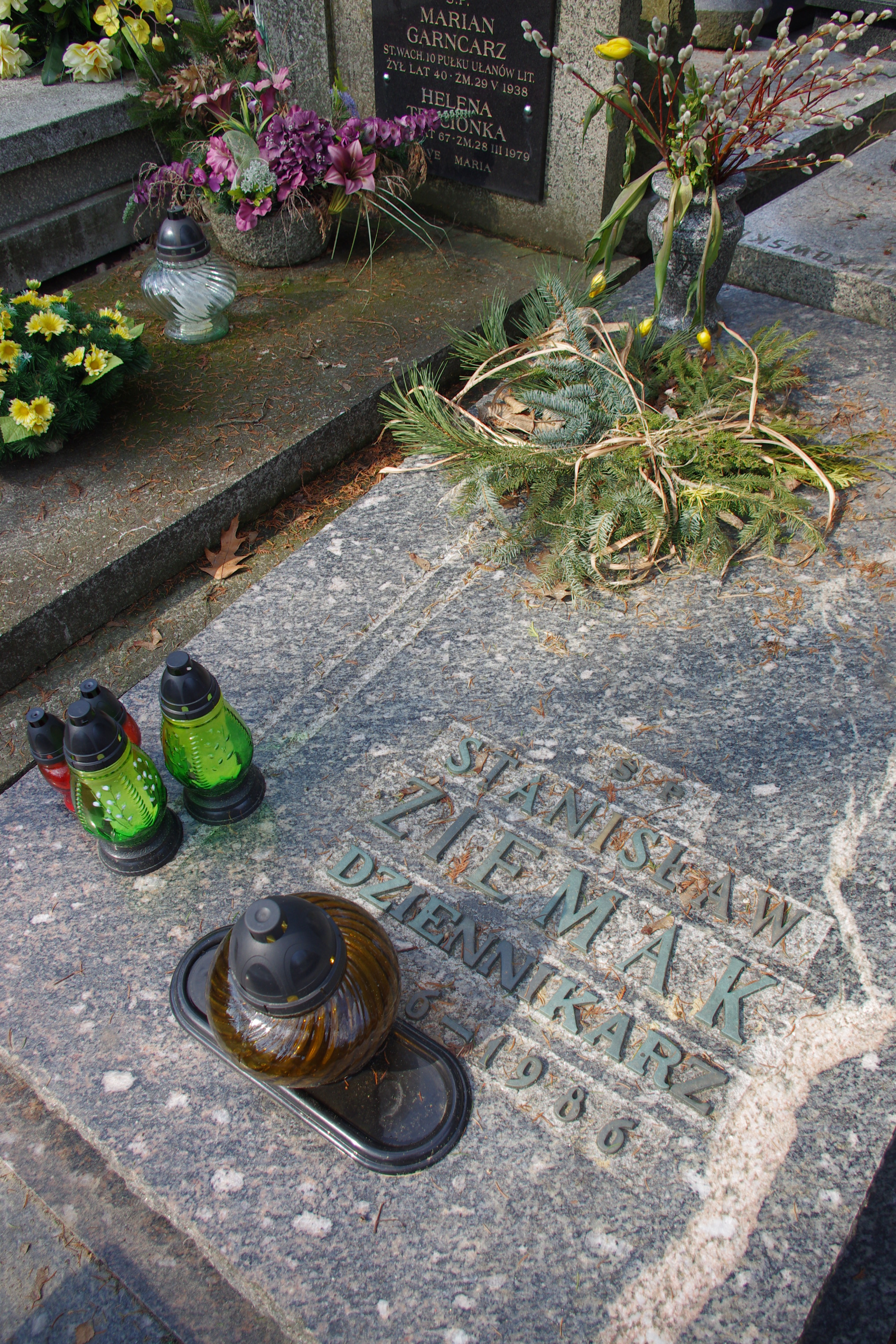
Grób dziennikarza Stanisława Ziemaka (1896-1986) na Cmentarzu Wojskowym na Powązkach w Warszawie

Stanisław Ziemak (ur. 15 października 1896 w Jasienicy, zm. 25 listopada 1986) – polski dziennikarz, drugi w historii redaktor naczelny tygodnika ruchu ludowego Zielony Sztandar, jako następca Macieja Rataja. Funkcję piastował w 1944. 

## Życiorys
Autor książki Edward Śmigły Rydz: człowiek, żołnierz, obywatel (Zarząd Okr. 3 Zw. Strzel., Grodno, 1936). W 1945 został redaktorem naczelnym dziennika „Ziemia Pomorska”.
Odznaczony Medalem 10-lecia Polskiej Ludowej. Pochowany na Cmentarzu Wojskowym na Powązkach w Warszawie (kwatera B23-4-25).